# Liste der Orte im Landkreis Kelheim
Die Liste der Orte im Landkreis Kelheim listet die 482 amtlich benannten Gemeindeteile (Hauptorte, Kirchdörfer, Pfarrdörfer, Dörfer, Weiler und Einöden) im Landkreis Kelheim auf.

## Systematische Liste
Alphabet der Städte und Gemeinden mit den zugehörigen Orten.
- Die Stadt Abensberg mit 22 Gemeindeteilen:[2]
  - Hauptort Abensberg
  - Pfarrdörfer Offenstetten, Pullach und Sandharlanden
  - Kirchdörfer Arnhofen, Aunkofen und Holzharlanden
  - Dörfer Badhaus, Baiern, Gaden, Kleedorf, Oberhörlbach, Schwaighausen und See
  - Weiler Allersdorf, Mitterhörlbach und Unterhörlbach
  - Einöden Aumühle, Buchhof, Gilla, Lehen und Schillhof

- Die Gemeinde Aiglsbach mit 12 Gemeindeteilen:[3]
  - Pfarrdorf Aiglsbach
  - Kirchdörfer Berghausen, Oberpindhart und Pöbenhausen
  - Weiler Buch, Gasseltshausen, Gerblhäuser, Lindach, Moosham und Radertshausen
  - Einöden Haselbuch und Straßberg

- Die Gemeinde Attenhofen mit 22 Gemeindeteilen:[4]
  - Pfarrdörfer Attenhofen, Pötzmes und Walkertshofen
  - Dörfer Oberwangenbach, Rachertshofen und Thonhausen
  - Weiler Auerkofen, Heising, Maiersdorf, Rannertshofen und Seeb
  - Einöden Attenbrunn, Freidlhof, Gebendorf, Grub, Heiblhof, Hötzelsdorf, Obereinöd, Pimmersdorf, Reuth, Spitzau und Untereinöd

- Der Markt Bad Abbach mit 31 Gemeindeteilen:[5]
  - Hauptort Bad Abbach
  - Pfarrdorf Dünzling
  - Kirchdörfer Lengfeld, Oberndorf, Peising, Poikam und Saalhaupt
  - Dörfer Alkofen und Kalkofen
  - Weiler Dantschermühle, Gattersberg, Gemling und Teufelsmühle
  - Einöden Bockenberg, Deutenhof, Eiermühle, Eiglstetten, Frauenbründl, Hochstetten, Jägerhaus, Kranzgarten, Peisenhofen, Pondorf, Ried, Streicherhöhe, Voxbrunn, Weilhof (Saalhaupt) und Weilhof (Dünzling)
  - Sonstige Orte Abbach-Schloßberg, Au und Weichs

- Die Gemeinde Biburg mit 8 Gemeindeteilen:[6]
  - Pfarrdorf Biburg
  - Dörfer Altdürnbuch, Dürnhart, Etzenbach, Perka und Rappersdorf
  - Weiler Schwabbruck
  - Einöde Höhenwang

- Die Gemeinde Elsendorf mit 20 Gemeindeteilen:[7]
  - Pfarrdörfer Appersdorf und Elsendorf
  - Kirchdörfer Haunsbach und Margarethenthann
  - Dörfer Allakofen, Horneck, Mitterstetten und Ratzenhofen
  - Weiler Landersdorf und Wolfshausen
  - Einöden Aichberg, Einthal, Emersdorf, Freudenthal, Gaden, Grubmühle, Hartlmühle, Randlkofen und Weingarten
  - Kirche Sankt Anton

- Der Markt Essing mit 15 Gemeindeteilen:[8]
  - Hauptort Essing
  - Kirchdorf Altessing
  - Dörfer Randeck und Weihermühle
  - Weiler Eisensdorf, Heidenstein und Oberau
  - Gut Schellneck
  - Einöden Felsenhäusl, Hiersdorf, Osterholzen, Riedhof, Schleuße Nr. 4, Schulerloch und Unterau

- Die Gemeinde Hausen mit 15 Gemeindeteilen:[9]
  - Pfarrdorf Herrnwahlthann
  - Kirchdörfer Dietenhofen, Großmuß und Hausen
  - Dorf Saladorf
  - Weiler mit Kirche Buch und Frauenwahl
  - Weiler Naffenhofen
  - Einöden Birnbach, Esper, Herrnwahl, Schafreut, Schoissenkager, Sippenau und Weinberg

- Die Gemeinde Herrngiersdorf mit 17 Gemeindeteilen:[10]
  - Pfarrdörfer Sandsbach und Semerskirchen
  - Kirchdörfer Herrngiersdorf und Sittelsdorf
  - Dorf Tiefenbach
  - Weiler Altbach, Siegersdorf und Voggersberg
  - Einöden Appersdorf, Buchberg, Eck, Harpfendorf, Moos, Prügl, Sankt Johann, Straß und Stumpfreuth

- Die Gemeinde Ihrlerstein mit 6 Gemeindeteilen:[11]
  - Pfarrdorf Ihrlerstein
  - Dörfer Rappelshofen und Sausthal
  - Weiler Palmberg
  - Einöden Kleinwalddorf und Osterthal

- Die Stadt Kelheim mit 27 Gemeindeteilen:[12]
  - Hauptort Kelheim
  - Pfarrdörfer Kapfelberg, Kelheimwinzer und Weltenburg
  - Kirchdörfer Herrnsaal, Staubing, Stausacker, Thaldorf und Unterwendling
  - Dörfer Gronsdorf, Großberghofen, Gundelshausen, Lohstadt und Schultersdorf
  - Weiler Goldberg, Lindach, Rosengarten und Schwaben
  - Einöden Arzberg, Frauenhäusl, Klösterl, Michelsberg (Befreiungshalle), Nierand, Schlait und Schlott
  - Sonstige Orte Affecking und Hohenpfahl

- Die Gemeinde Kirchdorf mit 7 Gemeindeteilen:[13]
  - Pfarrdorf Kirchdorf
  - Dörfer Allmersdorf, Mantelkirchen und Pickenbach
  - Weiler Allhofen und Jauchshofen
  - Einöde Hapfendorf

- Der Markt Langquaid mit 25 Gemeindeteilen:[14]
  - Hauptort Langquaid
  - Pfarrdorf Paring
  - Kirchdörfer Adlhausen, Leitenhausen, Mitterschneidhart, Niederleierndorf und Oberleierndorf
  - Dörfer Eichbühl, Grub, Günzenhofen, Hellring, Oberschneidhart und Unterschneidhart
  - Weiler Kitzenhofen
  - Einöden Bärnpoint, Böhmhartsberg, Gschwendt, Hagenach, Kaltenberg, Moosholzen, Neuhaus, Schickamühle, Stocka, Stumpföd und Viehhausen

- Die Stadt Mainburg mit 49 Gemeindeteilen:[15]
  - Hauptort Mainburg
  - Pfarrdörfer Lindkirchen, Oberempfenbach, Sandelzhausen und Steinbach
  - Kirchdörfer Aufhausen, Ebrantshausen, Kleingundertshausen, Leitenbach, Meilenhofen, Puttenhausen, Unterempfenbach und Unterwangenbach
  - Dörfer Gumpertshofen, Obermühle, Rothmühle, Streichmühle und Wambach
  - Weiler Auhof, Bachmühle, Gschwellberg, Haid, Holzmannshausen, Massenhausen, Meilenhausen, Mittermühle, Öchslhof, Petermühle, Rohnstorf und Wolfertshausen
  - Weiler mit Kirche Marzill
  - Einöden Aignerhof, Axenhofen, Beslmühle, Brandmühle, Dirschengrub, Frauenberg, Götzenberg, Grabmühle, Gschwellhof, Köglmühle, Leuchtenburg, Neumühle, Pettenhof, Plankmühle, Ried, Seemühle, Strasshof und Weihmühle

- Die Stadt Neustadt a.d.Donau mit 22 Gemeindeteilen:[16]
  - Hauptort Neustadt a.d.Donau
  - Pfarrdörfer Bad Gögging, Eining, Hienheim und Mühlhausen
  - Kirchdörfer Arresting, Geibenstetten, Heiligenstadt, Irnsing, Marching, Mauern, Niederulrain, Oberulrain, Schwaig und Sittling
  - Dorf Wöhr
  - Weiler Deisenhofen, Haderfleck, Lina und Umbertshausen
  - Einöden Irnsing-Steinbruch und Karpfenstein

- Der Markt Painten mit 12 Gemeindeteilen:[17]
  - Hauptort Painten
  - Kirchdorf Maierhofen
  - Dörfer Netzstall, Neulohe und Rothenbügl
  - Weiler Berg und Mantlach
  - Einöden Falterhof, Prexlhof, Streithäusl, Wasenhütte und Wieseneck

- Die Stadt Riedenburg mit 44 Gemeindeteilen:[18]
  - Hauptort Riedenburg
  - Pfarrdörfer Jachenhausen und Prunn
  - Kirchdörfer Altmühlmünster, Baiersdorf, Buch, Deising, Echendorf, Einthal, Frauenberghausen, Gundlfing, Harlanden, Hattenhausen, Keilsdorf, Meihern, Obereggersberg, Oberhofen, Otterzhofen, Perletzhofen, Schambach und Thann
  - Dörfer Flügelsberg, Haidhof und Untereggersberg
  - Weiler mit Kirche Georgenbuch
  - Weiler Aicholding, Dieterzhofen, Echenried, Hattenhofen, Laubhof, Neuenkehrsdorf, Nußhausen, Ried, Sankt Gregor und Schaitdorf
  - Einöde mit Kirche Emmerthal
  - Einöden Eggmühl, Gleislhof, Grub, Kohlmühle, Lintlhof, Pillhausen (Kastlhof) und Sankt Ursula
  - Schloss Schloßprunn

- Der Markt Rohr i.NB mit 45 Gemeindeteilen:[19]
  - Hauptort Rohr i.NB.
  - Pfarrdörfer Laaberberg und Sallingberg
  - Kirchdörfer Helchenbach, Laaber, Oberbuch und Obereulenbach
  - Dörfer Alzhausen, Bachl und Gressau
  - Weiler Asbach, Au, Högetsing, Kalteneck, Kiefermühle, Reichenroith, Scheuern, Schmiddorf, See, Ursbach und Waselsdorf
  - Einöden Aich, Berg, Birka, Graben, Grub, Hirtdorf, Höfel, Kleinthalhof, Kronholzen, Mixmühle, Mordberg, Obergrünbach, Obermondsberg, Oberndorf, Oberrohr, Schöfthal, Stegen, Stocka, Straßenhaus, Thalhof, Thalhof , Untergrünbach, Wallersdorf und Weiherhof

- Die Gemeinde Saal a.d.Donau mit 18 Gemeindeteilen:[20]
  - Pfarrdörfer Obersaal und Unterteuerting
  - Kirchdörfer Buchhofen, Einmuß, Oberschambach, Peterfecking, Reißing und Untersaal
  - Dörfer Haunersdorf, Mitterfecking, Oberfecking, Oberteuerting und Unterschambach
  - Weiler Felsenhäusl, Kleingiersdorf und Seilbach
  - Einöden Gstreifet und Kleinberghofen

- Der Markt Siegenburg mit 15 Gemeindeteilen:[21]
  - Hauptort Siegenburg
  - Pfarrdorf Niederumelsdorf
  - Kirchdorf Tollbach
  - Dörfer Aicha, Daßfeld, Oberumelsdorf und Staudach
  - Weiler Holzleithen und Langhaid
  - Einöden Beckenhof, Grafenmühle, Kipfelsberg, Morgenrothmühle, Straßhaus und Walch

- Die Gemeinde Teugn mit 7 Gemeindeteilen:[22]
  - Pfarrdorf Teugn
  - Einöden Gschwendhof, Hutmühle, Oberkager, Roith, Thronhofen und Unterkager

- Die Gemeinde Train mit 4 Gemeindeteilen:[23]
  - Pfarrdorf Train
  - Kirchdörfer Mallmersdorf und Neukirchen
  - Dorf Sankt Johann

- Die Gemeinde Volkenschwand mit 32 Gemeindeteilen:[24]
  - Pfarrdörfer Großgundertshausen und Volkenschwand
  - Kirchdorf Leibersdorf
  - Dörfer Böham, Hanselsberg, Neuhausen und Schlott
  - Weiler Berg, Bürg, Dietrichsdorf, Freinberg, Großschwaiba, Herrenau, Kleinschwaiba, Mittersberg, Obergolzaberg, Oberviecht, Thalham, Untergolzaberg und Wieden
  - Einöden Haag, Heidersberg, Herbersdorf, Iglthal, Kreppen, Kreuzstauden, Niederhof, Öd, Spitz, Spitzhub, Straß und Taubengrub

- Die Gemeinde Wildenberg mit 6 Gemeindeteilen:[25]
  - Pfarrdorf Pürkwang
  - Dörfer Irlach, Schweinbach, Wildenberg und Willersdorf
  - Weiler Eschenhart

## Alphabetische Liste
In Fettschrift erscheinen die Orte, die namengebend für die Gemeinde sind.

### A
- Abbach-Schloßberg zu Bad Abbach
- Abensberg
- Adlhausen zu Langquaid
- Affecking zu Kelheim
- Aich zu Rohr i.NB
- Aicha zu Siegenburg
- Aichberg zu Elsendorf
- Aicholding zu Riedenburg
- Aiglsbach
- Aignerhof zu Mainburg
- Alkofen zu Bad Abbach
- Allakofen zu Elsendorf
- Allersdorf zu Abensberg
- Allhofen zu Kirchdorf
- Allmersdorf zu Kirchdorf
- Altbach zu Herrngiersdorf
- Altdürnbuch zu Biburg
- Altessing zu Essing
- Altmühlmünster zu Riedenburg
- Alzhausen zu Rohr i.NB
- Appersdorf zu Elsendorf
- Appersdorf zu Herrngiersdorf
- Arnhofen zu Abensberg
- Arresting zu Neustadt a.d.Donau
- Arzberg zu Kelheim
- Asbach zu Rohr i.NB
- Attenbrunn zu Attenhofen
- Attenhofen
- Au zu Bad Abbach
- Au zu Rohr i.NB
- Auerkofen zu Attenhofen
- Aufhausen zu Mainburg
- Auhof zu Mainburg
- Aumühle zu Abensberg
- Aunkofen zu Abensberg
- Axenhofen zu Mainburg

↑ Zurück zum Inhaltsverzeichnis

### B
- Bachl zu Rohr i.NB
- Bachmühle zu Mainburg
- Bad Abbach
- Bad Gögging zu Neustadt a.d.Donau
- Badhaus zu Abensberg
- Baiern zu Abensberg
- Baiersdorf zu Riedenburg
- Bärnpoint zu Langquaid
- Beckenhof zu Siegenburg
- Berg zu Painten
- Berg zu Rohr i.NB
- Berg zu Volkenschwand
- Berghausen zu Aiglsbach
- Beslmühle zu Mainburg
- Biburg
- Birka zu Rohr i.NB
- Birnbach zu Hausen
- Bockenberg zu Bad Abbach
- Böham zu Volkenschwand
- Böhmhartsberg zu Langquaid
- Brandmühle zu Mainburg
- Buch zu Aiglsbach
- Buch zu Hausen
- Buch zu Riedenburg
- Buchberg zu Herrngiersdorf
- Buchhof zu Abensberg
- Buchhofen zu Saal a.d.Donau
- Bürg zu Volkenschwand

↑ Zurück zum Inhaltsverzeichnis

### D
- Dantschermühle zu Bad Abbach
- Daßfeld zu Siegenburg
- Deisenhofen zu Neustadt a.d.Donau
- Deising zu Riedenburg
- Deutenhof zu Bad Abbach
- Dietenhofen zu Hausen
- Dieterzhofen zu Riedenburg
- Dietrichsdorf zu Volkenschwand
- Dirschengrub zu Mainburg
- Dünzling zu Bad Abbach
- Dürnhart zu Biburg

↑ Zurück zum Inhaltsverzeichnis

### E
- Ebrantshausen zu Mainburg
- Echendorf zu Riedenburg
- Echenried zu Riedenburg
- Eck zu Herrngiersdorf
- Eggmühl zu Riedenburg
- Eichbühl zu Langquaid
- Eiermühle zu Bad Abbach
- Eiglstetten zu Bad Abbach
- Eining zu Neustadt a.d.Donau
- Einmuß zu Saal a.d.Donau
- Einthal zu Elsendorf
- Einthal zu Riedenburg
- Eisensdorf zu Essing
- Elsendorf
- Emersdorf zu Elsendorf
- Emmerthal zu Riedenburg
- Eschenhart zu Wildenberg
- Esper zu Hausen
- Essing
- Etzenbach zu Biburg

↑ Zurück zum Inhaltsverzeichnis

### F
- Falterhof zu Painten
- Felsenhäusl zu Essing
- Felsenhäusl zu Saal a.d.Donau
- Flügelsberg zu Riedenburg
- Frauenberg zu Mainburg
- Frauenberghausen zu Riedenburg
- Frauenbründl zu Bad Abbach
- Frauenhäusl zu Kelheim
- Frauenwahl zu Hausen
- Freidlhof zu Attenhofen
- Freinberg zu Volkenschwand
- Freudenthal zu Elsendorf

↑ Zurück zum Inhaltsverzeichnis

### G
- Gaden zu Abensberg
- Gaden zu Elsendorf
- Gasseltshausen zu Aiglsbach
- Gattersberg zu Bad Abbach
- Gebendorf zu Attenhofen
- Geibenstetten zu Neustadt a.d.Donau
- Gemling zu Bad Abbach
- Georgenbuch zu Riedenburg
- Gerblhäuser zu Aiglsbach
- Gilla zu Abensberg
- Gleislhof zu Riedenburg
- Goldberg zu Kelheim
- Götzenberg zu Mainburg
- Graben zu Rohr i.NB
- Grabmühle zu Mainburg
- Grafenmühle zu Siegenburg
- Gressau zu Rohr i.NB
- Gronsdorf zu Kelheim
- Großberghofen zu Kelheim
- Großgundertshausen zu Volkenschwand
- Großmuß zu Hausen
- Großschwaiba zu Volkenschwand
- Grub zu Attenhofen
- Grub zu Langquaid
- Grub zu Riedenburg
- Grub zu Rohr i.NB
- Grubmühle zu Elsendorf
- Gschwellberg zu Mainburg
- Gschwellhof zu Mainburg
- Gschwendhof zu Teugn
- Gschwendt zu Langquaid
- Gstreifet zu Saal a.d.Donau
- Gumpertshofen zu Mainburg
- Gundelshausen zu Kelheim
- Gundlfing zu Riedenburg
- Günzenhofen zu Langquaid

↑ Zurück zum Inhaltsverzeichnis

### H
- Haag zu Volkenschwand
- Haderfleck zu Neustadt a.d.Donau
- Hagenach zu Langquaid
- Haid zu Mainburg
- Haidhof zu Riedenburg
- Hanselsberg zu Volkenschwand
- Hapfendorf zu Kirchdorf
- Harlanden zu Riedenburg
- Harpfendorf zu Herrngiersdorf
- Hartlmühle zu Elsendorf
- Haselbuch zu Aiglsbach
- Hattenhausen zu Riedenburg
- Hattenhofen zu Riedenburg
- Haunersdorf zu Saal a.d.Donau
- Haunsbach zu Elsendorf
- Hausen
- Heiblhof zu Attenhofen
- Heidenstein zu Essing
- Heidersberg zu Volkenschwand
- Heiligenstadt zu Neustadt a.d.Donau
- Heising zu Attenhofen
- Helchenbach zu Rohr i.NB
- Hellring zu Langquaid
- Herbersdorf zu Volkenschwand
- Herrenau zu Volkenschwand
- Herrngiersdorf
- Herrnsaal zu Kelheim
- Herrnwahl zu Hausen
- Herrnwahlthann zu Hausen
- Hienheim zu Neustadt a.d.Donau
- Hiersdorf zu Essing
- Hirtdorf zu Rohr i.NB
- Hochstetten zu Bad Abbach
- Höfel zu Rohr i.NB
- Högetsing zu Rohr i.NB
- Hohenpfahl zu Kelheim
- Höhenwang zu Biburg
- Holzharlanden zu Abensberg
- Holzleithen zu Siegenburg
- Holzmannshausen zu Mainburg
- Horneck zu Elsendorf
- Hötzelsdorf zu Attenhofen
- Hutmühle zu Teugn

↑ Zurück zum Inhaltsverzeichnis

### I
- Iglthal zu Volkenschwand
- Ihrlerstein
- Irlach zu Wildenberg
- Irnsing zu Neustadt a.d.Donau
- Irnsing-Steinbruch zu Neustadt a.d.Donau

↑ Zurück zum Inhaltsverzeichnis

### J
- Jachenhausen zu Riedenburg
- Jägerhaus zu Bad Abbach
- Jauchshofen zu Kirchdorf

↑ Zurück zum Inhaltsverzeichnis

### K
- Kalkofen zu Bad Abbach
- Kaltenberg zu Langquaid
- Kalteneck zu Rohr i.NB
- Kapfelberg zu Kelheim
- Karpfenstein zu Neustadt a.d.Donau
- Keilsdorf zu Riedenburg
- Kelheim
- Kelheimwinzer zu Kelheim
- Kiefermühle zu Rohr i.NB
- Kipfelsberg zu Siegenburg
- Kirchdorf
- Kitzenhofen zu Langquaid
- Kleedorf zu Abensberg
- Kleinberghofen zu Saal a.d.Donau
- Kleingiersdorf zu Saal a.d.Donau
- Kleingundertshausen zu Mainburg
- Kleinschwaiba zu Volkenschwand
- Kleinthalhof zu Rohr i.NB
- Kleinwalddorf zu Ihrlerstein
- Klösterl zu Kelheim
- Köglmühle zu Mainburg
- Kohlmühle zu Riedenburg
- Kranzgarten zu Bad Abbach
- Kreppen zu Volkenschwand
- Kreuzstauden zu Volkenschwand
- Kronholzen zu Rohr i.NB

↑ Zurück zum Inhaltsverzeichnis

### L
- Laaber zu Rohr i.NB
- Laaberberg zu Rohr i.NB
- Landersdorf zu Elsendorf
- Siegenburg zu Siegenburg
- Langquaid
- Laubhof zu Riedenburg
- Lehen zu Abensberg
- Leibersdorf zu Volkenschwand
- Leitenbach zu Mainburg
- Leitenhausen zu Langquaid
- Lengfeld zu Bad Abbach
- Leuchtenburg zu Mainburg
- Lina zu Neustadt a.d.Donau
- Lindach zu Aiglsbach
- Lindach zu Kelheim
- Lindkirchen zu Mainburg
- Lintlhof zu Riedenburg
- Lohstadt zu Kelheim

↑ Zurück zum Inhaltsverzeichnis

### M
- Maierhofen zu Painten
- Maiersdorf zu Attenhofen
- Mainburg
- Mallmersdorf zu Train
- Mantelkirchen zu Kirchdorf
- Mantlach zu Painten
- Marching zu Neustadt a.d.Donau
- Margarethenthann zu Elsendorf
- Marzill zu Mainburg
- Massenhausen zu Mainburg
- Mauern zu Neustadt a.d.Donau
- Meihern zu Riedenburg
- Meilenhausen zu Mainburg
- Meilenhofen zu Mainburg
- Michelsberg zu Kelheim
- Mitterfecking zu Saal a.d.Donau
- Mitterhörlbach zu Abensberg
- Mittermühle zu Mainburg
- Mittersberg zu Volkenschwand
- Mitterschneidhart zu Langquaid
- Mitterstetten zu Elsendorf
- Mixmühle zu Rohr i.NB
- Moos zu Herrngiersdorf
- Moosham zu Aiglsbach
- Moosholzen zu Langquaid
- Mordberg zu Rohr i.NB
- Morgenrothmühle zu Siegenburg
- Mühlhausen zu Neustadt a.d.Donau

↑ Zurück zum Inhaltsverzeichnis

### N
- Naffenhofen zu Hausen
- Netzstall zu Painten
- Neuenkehrsdorf zu Riedenburg
- Neuhaus zu Langquaid
- Neuhausen zu Volkenschwand
- Neukirchen zu Train
- Neulohe zu Painten
- Neumühle zu Mainburg
- Neustadt a.d.Donau
- Niederhof zu Volkenschwand
- Niederleierndorf zu Langquaid
- Niederulrain zu Neustadt a.d.Donau
- Niederumelsdorf zu Siegenburg
- Nierand zu Kelheim
- Nußhausen zu Riedenburg

↑ Zurück zum Inhaltsverzeichnis

### O
- Oberau zu Essing
- Oberbuch zu Rohr i.NB
- Obereggersberg zu Riedenburg
- Obereinöd zu Attenhofen
- Oberempfenbach zu Mainburg
- Obereulenbach zu Rohr i.NB
- Oberfecking zu Saal a.d.Donau
- Obergolzaberg zu Volkenschwand
- Obergrünbach zu Rohr i.NB
- Oberhofen zu Riedenburg
- Oberhörlbach zu Abensberg
- Oberkager zu Teugn
- Oberleierndorf zu Langquaid
- Obermondsberg zu Rohr i.NB
- Obermühle zu Mainburg
- Oberndorf zu Bad Abbach
- Oberndorf zu Rohr i.NB
- Oberpindhart zu Aiglsbach
- Oberrohr zu Rohr i.NB
- Obersaal zu Saal a.d.Donau
- Oberschambach zu Saal a.d.Donau
- Oberschneidhart zu Langquaid
- Oberteuerting zu Saal a.d.Donau
- Oberulrain zu Neustadt a.d.Donau
- Oberumelsdorf zu Siegenburg
- Oberviecht zu Volkenschwand
- Oberwangenbach zu Attenhofen
- Öchslhof zu Mainburg
- Öd zu Volkenschwand
- Offenstetten zu Abensberg
- Osterholzen zu Essing
- Osterthal zu Ihrlerstein
- Otterzhofen zu Riedenburg

↑ Zurück zum Inhaltsverzeichnis

### P
- Painten
- Palmberg zu Ihrlerstein
- Paring zu Langquaid
- Peisenhofen zu Bad Abbach
- Peising zu Bad Abbach
- Perka zu Biburg
- Perletzhofen zu Riedenburg
- Peterfecking zu Saal a.d.Donau
- Petermühle zu Mainburg
- Pettenhof zu Mainburg
- Pickenbach zu Kirchdorf
- Pillhausen zu Riedenburg
- Pimmersdorf zu Attenhofen
- Plankmühle zu Mainburg
- Pöbenhausen zu Aiglsbach
- Poikam zu Bad Abbach
- Pondorf zu Bad Abbach
- Pötzmes zu Attenhofen
- Prexlhof zu Painten
- Prügl zu Herrngiersdorf
- Prunn zu Riedenburg
- Pullach zu Abensberg
- Pürkwang zu Wildenberg
- Puttenhausen zu Mainburg

↑ Zurück zum Inhaltsverzeichnis

### R
- Rachertshofen zu Attenhofen
- Radertshausen zu Aiglsbach
- Randeck zu Essing
- Randlkofen zu Elsendorf
- Rannertshofen zu Attenhofen
- Rappelshofen zu Ihrlerstein
- Rappersdorf zu Biburg
- Ratzenhofen zu Elsendorf
- Reichenroith zu Rohr i.NB
- Reißing zu Saal a.d.Donau
- Reuth zu Attenhofen
- Ried zu Bad Abbach
- Ried zu Mainburg
- Ried zu Riedenburg
- Riedenburg
- Riedhof zu Essing
- Rohnstorf zu Mainburg
- Rohr i.NB
- Roith zu Teugn
- Rosengarten zu Kelheim
- Rothenbügl zu Painten
- Rothmühle zu Mainburg

↑ Zurück zum Inhaltsverzeichnis

### S
- Saal an der Donau
- Saalhaupt zu Bad Abbach
- Saladorf zu Hausen
- Sallingberg zu Rohr i.NB
- Sandelzhausen zu Mainburg
- Sandharlanden zu Abensberg
- Sandsbach zu Herrngiersdorf
- Sankt Anton zu Elsendorf
- Sankt Gregor zu Riedenburg
- Sankt Johann zu Herrngiersdorf
- Sankt Johann zu Train
- Sankt Ursula zu Riedenburg
- Sausthal zu Ihrlerstein
- Schafreut zu Hausen
- Schaitdorf zu Riedenburg
- Schambach zu Riedenburg
- Schellneck zu Essing
- Scheuern zu Rohr i.NB
- Schickamühle zu Langquaid
- Schillhof zu Abensberg
- Schlait zu Kelheim
- Schleuße Nr. 4 zu Essing
- Schloßprunn zu Riedenburg
- Schlott zu Kelheim
- Schlott zu Volkenschwand
- Schmiddorf zu Rohr i.NB
- Schöfthal zu Rohr i.NB
- Schoissenkager zu Hausen
- Schulerloch zu Essing
- Schultersdorf zu Kelheim
- Schwabbruck zu Biburg
- Schwaben zu Kelheim
- Schwaig zu Neustadt a.d.Donau
- Schwaighausen zu Abensberg
- Schweinbach zu Wildenberg
- See zu Abensberg
- See zu Rohr i.NB
- Seeb zu Attenhofen
- Seemühle zu Mainburg
- Seilbach zu Saal a.d.Donau
- Semerskirchen zu Herrngiersdorf
- Siegenburg
- Siegersdorf zu Herrngiersdorf
- Sippenau zu Hausen
- Sittelsdorf zu Herrngiersdorf
- Sittling zu Neustadt a.d.Donau
- Spitz zu Volkenschwand
- Spitzau zu Attenhofen
- Spitzhub zu Volkenschwand
- Staubing zu Kelheim
- Staudach zu Siegenburg
- Stausacker zu Kelheim
- Stegen zu Rohr i.NB
- Steinbach zu Mainburg
- Stocka zu Langquaid
- Stocka zu Rohr i.NB
- Straß zu Herrngiersdorf
- Straß zu Volkenschwand
- Straßberg zu Aiglsbach
- Straßenhaus zu Rohr i.NB
- Straßhaus zu Siegenburg
- Straßhof zu Mainburg
- Streicherhöhe zu Bad Abbach
- Streichmühle zu Mainburg
- Streithäusl zu Painten
- Stumpföd zu Langquaid
- Stumpfreuth zu Herrngiersdorf

↑ Zurück zum Inhaltsverzeichnis

### T
- Taubengrub zu Volkenschwand
- Teufelsmühle zu Bad Abbach
- Teugn
- Thaldorf zu Kelheim
- Thalham zu Volkenschwand
- Thalhof zu Rohr i.NB
- Thalhof zu Rohr i.NB
- Thann zu Riedenburg
- Thonhausen zu Attenhofen
- Thronhofen zu Teugn
- Tiefenbach zu Herrngiersdorf
- Tollbach zu Siegenburg
- Train

↑ Zurück zum Inhaltsverzeichnis

### U
- Umbertshausen zu Neustadt a.d.Donau
- Unterau zu Essing
- Untereggersberg zu Riedenburg
- Untereinöd zu Attenhofen
- Unterempfenbach zu Mainburg
- Untergolzaberg zu Volkenschwand
- Untergrünbach zu Rohr i.NB
- Unterhörlbach zu Abensberg
- Unterkager zu Teugn
- Untersaal zu Saal a.d.Donau
- Unterschambach zu Saal a.d.Donau
- Unterschneidhart zu Langquaid
- Unterteuerting zu Saal a.d.Donau
- Unterwangenbach zu Mainburg
- Unterwendling zu Kelheim
- Ursbach zu Rohr i.NB

↑ Zurück zum Inhaltsverzeichnis

### V
- Viehhausen zu Langquaid
- Voggersberg zu Herrngiersdorf
- Volkenschwand
- Voxbrunn zu Bad Abbach

↑ Zurück zum Inhaltsverzeichnis

### W
- Walch zu Siegenburg
- Walkertshofen zu Attenhofen
- Wallersdorf zu Rohr i.NB
- Wambach zu Mainburg
- Waselsdorf zu Rohr i.NB
- Wasenhütte zu Painten
- Weichs zu Bad Abbach
- Weiherhof zu Rohr i.NB
- Weihermühle zu Essing
- Weihmühle zu Mainburg
- Weilhof zu Bad Abbach, nahe Dünzling
- Weilhof zu Bad Abbach, nahe Saalhaupt
- Weinberg zu Hausen
- Weingarten zu Elsendorf
- Weltenburg zu Kelheim
- Wieden zu Volkenschwand
- Wieseneck zu Painten
- Wildenberg
- Willersdorf zu Wildenberg
- Wöhr zu Neustadt a.d.Donau
- Wolfertshausen zu Mainburg
- Wolfshausen zu Elsendorf

↑ Zurück zum Inhaltsverzeichnis